# Административное расстояние
Административное расстояние —  это степень надёжности источника маршрутной информации. Существует 3 источника маршрутной информации — протоколы динамической маршрутизации, статические маршруты и непосредственно подключенные сети. Используется маршрутизаторами для выбора оптимального маршрута при наличии двух и более различных маршрутов до одной цели по различным протоколам маршрутизации. Каждому протоколу маршрутизации назначается приоритет надёжности (достоверности), от максимального до минимального, указанный с помощью значения административного расстояния.

## Таблица значений административных расстояний по умолчанию для протоколов, поддерживаемыхCisco
| Источник маршрута                                       | Значения расстояний по умолчанию | Обозначения в таблице маршрутизации |
| ------------------------------------------------------- | -------------------------------- | ----------------------------------- |
| (Connected) Подключенный интерфейс                      | 0                                | C                                   |
| (Static) Статический маршрут                            | 1                                | S                                   |
| Протокол NDP                                            | 2                                |                                     |
| (EIGRP summary) Объединённый маршрут по протоколу EIGRP | 5                                | D                                   |
| (eBGP) Протокол BGP                                     | 20                               | B                                   |
| (iEIGRP) Внутренний протокол EIGRP                      | 90                               | D                                   |
| Протокол IGRP                                           | 100                              | I                                   |
| Протокол OSPF                                           | 110                              | O                                   |
| Протокол IS-IS                                          | 115                              | i                                   |
| Протокол RIP                                            | 120                              | R                                   |
| Протокол EGP                                            | 140                              | E                                   |
| Протокол ODR                                            | 160                              | O                                   |
| (eEIGRP) Внешний протокол EIGRP                         | 170                              | D EX                                |
| (iBGP) Внутренний протокол BGP                          | 200                              | B                                   |
| (Floating Static Route) узнанный по DHCP                | 254                              |                                     |
| (Unknown) Неизвестный / Бесконечно удаленный            | 255                              |                                     |